# コンスタンティノス・パレオロゴス (東ローマ皇子)
コンスタンティノス・パレオロゴス（Κωνσταντίνος Παλαιολόγος, Konstantinos Palaiologos, 1281年頃 - 1334年）は、東ローマ帝国皇帝アンドロニコス2世パレオロゴスの次子、専制公、帝位継承候補。共治帝ミカエル9世パレオロゴスの同母弟。

## 生涯
1294年に専制公に叙せられ、1319年にはアルバニア・ヴァロナの行政官となる。1320年、甥で共治帝のアンドロニコス3世が恋愛問題から実弟マヌエル専制公を誤って殺害すると、父アンドロニコス2世はこれを廃嫡し、代わりにコンスタンティノスと、その非嫡出子ミカエル・カタロス（Μιχαήλ Καθαρός）を帝位継承候補に据えた。翌1321年、反旗を翻したアンドロニコス3世との間に内乱が勃発すると、コンスタンティノスは父の陣営に加わり、テッサロニキの行政官に就任する。しかし1322年、アンドロニコス3世によって捕らえられてトラキア都市ディディモティコンに拘禁され、その場で修道士となる事を余儀なくされた（修道名カリストスΚάλλιστος）。彼は内乱が終結した後も修道士としてつつがなく生き、1334年に亡くなった。なお、息子ミカエルのその後については知られていない。
コンスタンティノスは2度結婚しており、どちらの妻もエウドキア（Ευδοκία）と言う名前であった。これらの結婚からは子供が生まれなかったようである。息子ミカエル・カタロスはカタラ（Καθαρά）という名前の女性との間に生まれたもので、正式の結婚ではなかった。